# Ordinul Imperial Pedro I

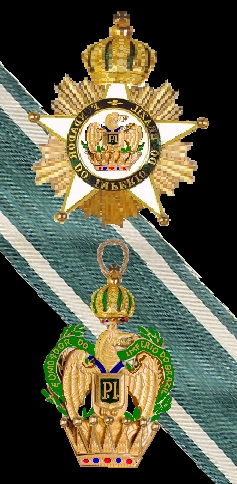
Imperial Order of Dom Pedro I

Ordinul Imperial Pedro I (în portugheză Ordem de Pedro Primeiro sau Imperial Ordem de Pedro Primeiro, Fundador do Império do Brasil) este o decorație instutuită de împăratul Pedro I al Braziliei la 16 aprilie 1826. 
Distincția a fost desființată la 22 martie 1890 de guvernul interimar al Statelor Unite ale Braziliei.